# Walter Winterburn
Walter Winterburn o Winterbourne (Salisbury, c. 1225 - Génova, 24 de septiembre de 1305) fue un religioso dominico, poeta, filósofo, teólogo y cardenal inglés.
Doctorado en teología en la universidad de París o tal vez en la de Oxford, fue provincial de la orden de Predicadores entre 1290 y 1296. Dos años después fue nombrado confesor y consejero del rey Eduardo I de Inglaterra, a quien acompañó en la campaña militar del año 1300 contra el reino de Escocia.
En 1303 el papa Benedixto XI, de su misma orden, había elevado al cardenalato a William Macclesfield, antecesor de Winterburn como provincial de dominicos de Inglaterra, pero habiendo fallecido este antes de recibir el capelo, el papa nombró cardenal a Winterburn en el consistorio de 19 de febrero de 1304, otorgándole el título de Santa Sabina. 
Demorado en Escocia junto al rey Eduardo por asuntos de estado que requerían de su presencia allí, partió hacia Roma en octubre de ese año, después de la muerte de Benedicto XI. En su dignidad cardenalicia participó en el cónclave de 1304-05 celebrado en Perugia en el que fue elegido Clemente V. 
Murió al año siguiente en Génova cuando preparaba su viaje a Francia, no está claro si para unirse al nuevo papa en Lyon o como legado pontificio para investigar la doctrina de Pier Giovanni Olivi sobre la pobreza de la orden franciscana. El cardenal de Prato depositó inicialmente su cuerpo en la iglesia de dominicos de la ciudad, aunque posteriormente fue trasladado a Londres, según su última voluntad y enterrado en el convento dominico donde había iniciado su carrera.
Buen orador y poeta, filósofo agudo, hábil casuista y varón de cualidades superiores, al decir de su contemporáneo Nicholas Trivet, dejó escritas varias obras de temática teológica, todas las cuales se han perdido:
- Commentarium in IV sententiarum libros;
- Quaestiones theologicae;
- Sermones ad clerum et coram rege habiti.